# Shōhei Abe
Shōhei Abe (jap. 阿部 翔平 Abe Shōhei; ur. 1 grudnia 1983) – japoński piłkarz występujący na pozycji obrońcy. Obecnie występuje w JEF United Chiba.

## Kariera klubowa
Od 2006 roku występował w klubach Nagoya Grampus, Ventforet Kofu i JEF United Chiba.